# Olle Lindholm
Olle Lindholm, född Erik Olof Lindholm den 30 juli 1911 i Katarina församling i Stockholm, död den 18 oktober 1989 i Sollentuna, var en svensk kapellmästare, kompositör och musiker (pianist).
Han var son till skådespelaren Eric Lindholm och gift med skådespelaren Hjördis Petterson 1937–1940. Lindholm är begravd på Danderyds kyrkogård.

## Filmmusik i urval
- 1953 – Alla tiders 91:an Karlsson
- 1950 – Södrans revy
- 1949 – Lattjo med Boccaccio
- 1948 – Flottans kavaljerer
- 1948 – Loffe som miljonär
- 1941 – Söderpojkar
- 1940 – Vi tre
- 1940 – Karl för sin hatt